# Monterrei
Monterrey (português brasileiro) ou Monterrei (português europeu) (em castelhano:  Monterrey) é a capital e a maior cidade do estado mexicano de Nuevo León, no nordeste do país. Com uma população estimada em 1,1 milhão de habitantes (dados de 2010) residindo em seu núcleo urbano, figura como a nona cidade mais populosa do país. A Região Metropolitana de Monterrei, a terceira maior do México, que engloba diversas cidades periféricas, abriga um total de pouco mais de 4 milhões de habitantes, espalhados por uma área de 5 346,8 km2.
Fundada no século XVI por Diego de Montemayor, sempre teve um papel de relativa importância no país e, hoje, figura como o segundo maior centro industrial do México, depois da capital, a Cidade do México. Esse fato influência de forma significativa para a cidade ser considerada a segunda mais rica do país, superada mais uma vez apenas pela capital mexicana.
Além do alto desenvolvimento econômico, a cidade ainda é reconhecida por relativamente alto nível de qualidade de vida oferecido à seus moradores, em comparação com à média nacional — sendo uma das cidades mexicanas com maior PIB per capita.
Assim como várias outras cidades perto da fronteira mexicana com os Estados Unidos, Monterrei apresenta um alto nível de "americanização". Nos anos seguintes à Guerra da Independência do México, a cidade vivenciou uma significativa expansão populacional e econômica, figurando como um dos maiores centros urbano industriais da América Latina desde então.

## História

### Fundação
Nascido na Ilha Terceira, o capitão Alberto do Canto foi comissionado por Martín López de Ibarra para fundar a Villa de Santiago del Saltillo em 1577 e, neste mesmo ano, descobriu o vale da Extremadura, estabelecendo um lugar chamado "Villa de Santa Lucia", onde hoje se encontra Monterrey. Por razões não muito conhecidas, dom Alberto abandonou o assentamento, permanecendo o local despovoado até 1582. Em 31 de maio de 1579, Lucio de Carvajal y de la Cueva, um português de família de cristãos-novos que se encontrava na Nova Espanha desde 1567, negociou com Felipe II uma capitulação (ou contrato) em que lhe foi concedida a pacificação e povoação de um vasto território no nordeste do atual México, que foi chamado "Novo Reino de León" (vide mapa ao lado). Em 1582, Carvajal, após fundar as povoações de "León" (hoje Cerralvo) e "Villa de Cueva", funda no lugar da antiga Santa Lucía a "Villa de San Luis Rey de Francia". Conflitos entre índios e conquistadores e perseguições políticas e religiosas contra Carvajal (que resultaram em sua prisão), fizeram com que a região novamente tornasse despovoada.
Diego de Montemayor, que havia sido nomeado tenente e lugar-tenente por Carvajal para a região da "Villa de San Luis Rey de Francia" (atual Monterrey), volta à área depois de oito anos de ausência e funda a "Ciudad Metropolitana de Nuestra Señora de Monterrey" no lugar das antigas "Santa Lucía" e "Villa de San Luis Rey de Francia". O local da fundação foi o mesmo que dom Alberto del Canto havia selecionado no primeiro assentamento, lugar de uma nascente denominada de "Santa Lucía", localizada na atual rua "Juan Ignacio Ramón", entre as ruas "Garibaldi" e "Cuauhtémoc". A cidade teve, como primeiro alcaide (prefeito), o fundador dom Diego de Montemayor. Monterrey, desde sua fundação, foi a capital do "Novo Reino de León" e sede do município. As primeiras atividades econômicas foram o cultivo da terra, a criação de gado e a mineração, estas se destinavam ao consumo doméstico.

### Período colonial
Os poucos primeiros povoadores, cerca de 34, somadas as crianças, passaram muitas dificuldades. Suas casas eram de adobes e tudo o que foi construído pouco a pouco foi vindo abaixo com as chuvas e inundações de 1611 e com a morte de Montemayor. Após as inundações de 1611, o povo começa novamente a construir a cidade, desta vez em um local um pouco mais alto (Plaza Zaragoza). A localidade já possuía um convento desde 1602, depois das inundações de 1611, ele foi trocado de lugar e, em 1626, já possuía cemitério, pia e sinos. O trabalho da igreja na região foi decisivo para a "pacificação" dos nativos que se encontravam nos arredores.
Um dos mecanismos de estruturação do governo colonial no Novo Mundo foi a encomienda. Mediante ordens reais se encomendava a algum espanhol o "cuidado" e "cristianização" dos nativos. Houve forte oposição por parte dos nativos que, como era lógico, não tinham interesse em serem subjugados e explorados. Aqueles que conseguiam fugir, eram perseguidos, os líderes castigados e vendidos como escravos. Estes índios capturados se chamavam "piezas". São muitas as referências que existem nos documentos da época de abusos de todo tipo por parte, não só dos espanhóis, mas também dos caciques e outras autoridades indígenas. Os índios eram vendidos, trocados, roubados, explorados nas minas, etc. Por outro lado, os missionários, ainda que fazendo parte desta mesma sociedade colonizadora, defendiam os índios. uma Real cédula de 1672 ordenava acabar com as encomiendas e reunir os indígenas em povoados e congregações (congregas) e ali repartir-lhes terras para o sustento, porém os abusos continuaram sendo mais ou menos os mesmos.
Outro elemento que ajudou na pacificação e no estabelecimento dos povos no "Novo Reino de León" foi a aliança dos espanhóis com os tlaxcaltecas efetuada por Hernán Cortés. Ao longo dos séculos XVII e XVIII foram transferidos centenas de famílias tlaxcaltecas à região do norte do México. Ensinavam aos nativos (chichimecas), quando se relacionavam pacificamente, a agricultura e os trabalhos artesanais. A influência tlaxcalteca tem se mantido presente na cultura de Nuevo León através dos tempos, através do uso, no idioma castelhano, de termos procedentes do náuatle, na forma de construir antigos jacales (tipo de casas de adobe), no artesanato etc.

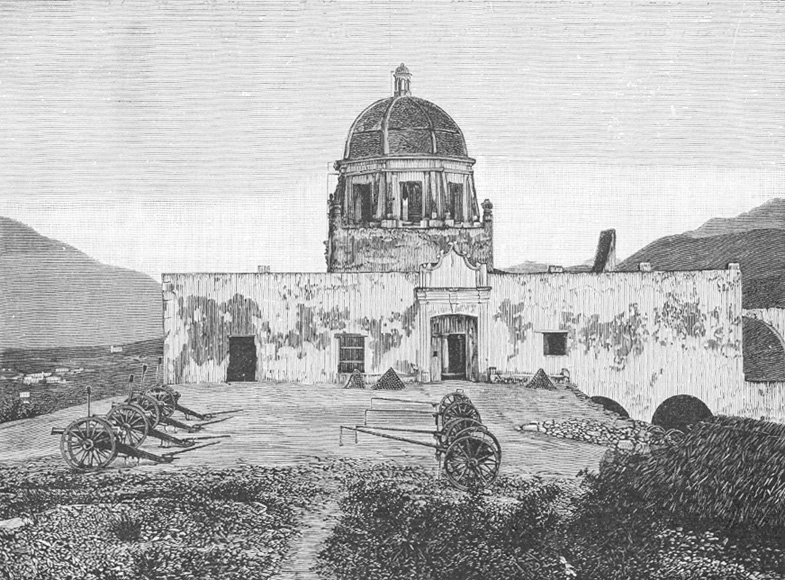
Antigo palácio episcopal de Monterrei.

Uma vez que os nativos foram "pacificados e cristianizados" e determinados os limites onde estes podiam viver e trabalhar, as autoridades distribuíram grandes concessões de terra a particulares, especialmente capatazes que antes tinham que alugar as terras de pastoreio, mas também juízes da Real Audiência, oficiais reais e escrivães interessados. A fertilidade da terra foi o incentivo, e logo alguns começaram a entrar com seus rebanhos. Em 1690, já existiam 22 fazendas transumantes. O fluxo de pastores e rebanhos procedentes de Huichapan, Lagos de Moreno, Tepetitlán, San Luis Potosí e San José del Río se expandiram por todo o Novo Reino de León, desenvolvendo assim a pecuária em diversos lugares de toda a área. Grandes fazendas apareceram primeiro em Cadereyta e em o que hoje é Apodaca, Pesquería, General Terán, China, General Bravo, no vale do Pilón, Montemorelos, e mais tarde em Mier, Reynosa e Camargo.
Como nas demais regiões da Nova Espanha, no "Nuevo Reino de León" havia uma sociedade diferenciada entre senhores fidalgos, soldados, mineiros, etc. Cada um destes grupos sociais desempenhava seu papel particular. Entre as personalidades de maior posição encontravam-se, por exemplo, os governadores e tenentes, porém, junto com eles, as famílias dos fundadores, cujo poder aumentava se também possuíam grandes recursos — grandes extensões de terra, índios, gado, servos, escravos, etc. — concedidos pela coroa.
Durante o século XVIII, as famílias de Monterrey e os habitantes de "Nuevo León" povoaram o norte fundando vilas em Santander (Tamaulipas), Coahuila e Texas. As obras de povoação da área tiveram seus prós e contras. Por um lado os ataques dos índios diminuíram, porém, junto com eles, o território do estado também foi reduzido ao ser criada a Província do Texas e ao ser ampliado os limites da província de Nuevo Santander. A população de Monterrey também reduziu, de 3 000 habitantes em 1746 para apenas 600 em 1754.
Devido às grandes distâncias que precisavam percorrer entre Guadalajara, Cidade do México e Monterrey, as autoridades de Nuevo León, desde sua fundação acharam conveniente a instituição de um bispado para o serviço espiritual dos povoadores. O projeto de uma diocese que abrangeria os territórios de Nuevo León, Tamaulipas, Coahuila e Texas, independentes do bispo de Guadalajara, não se concretizou até 1779, quando chegou a Monterrey o primeiro bispo, frei Antonio de Jesús Sacedón.

### México independente

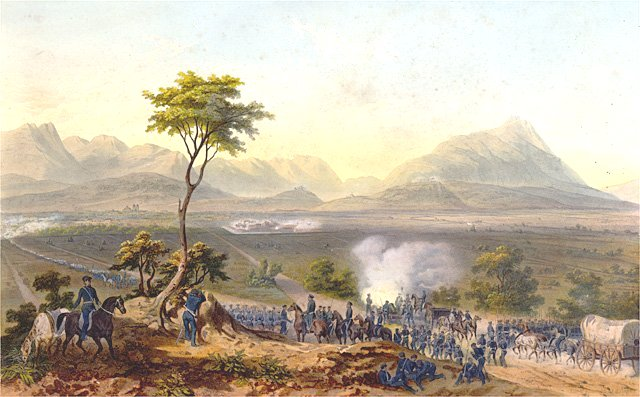
Batalha de Monterrei, em 1846.

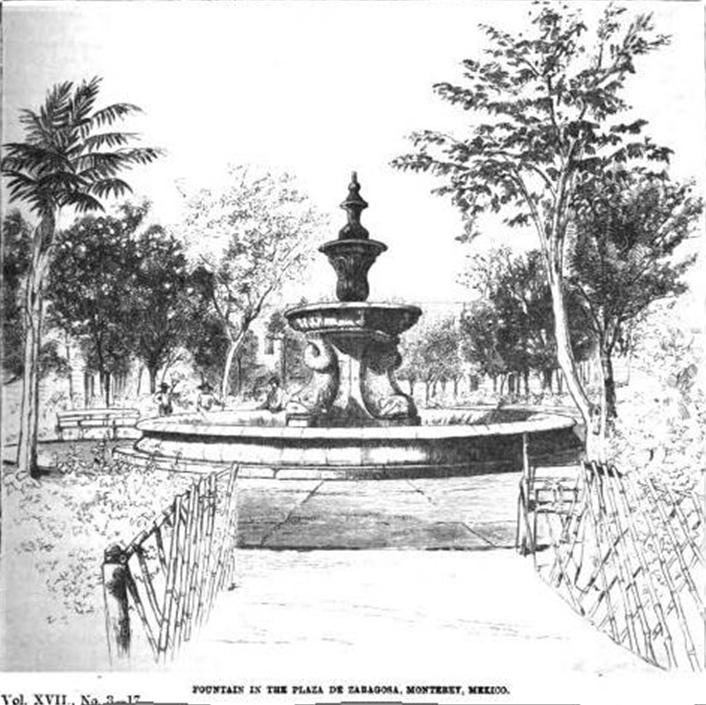
Fonte da Praça Zaragoza em 1884.

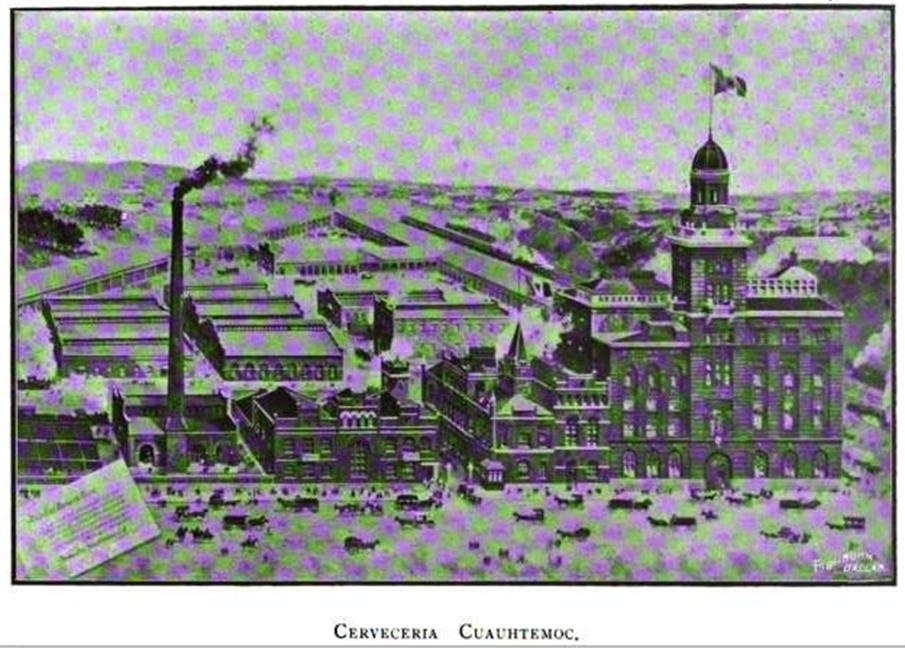
Cervejaria Cuauhtemoc em 1890.

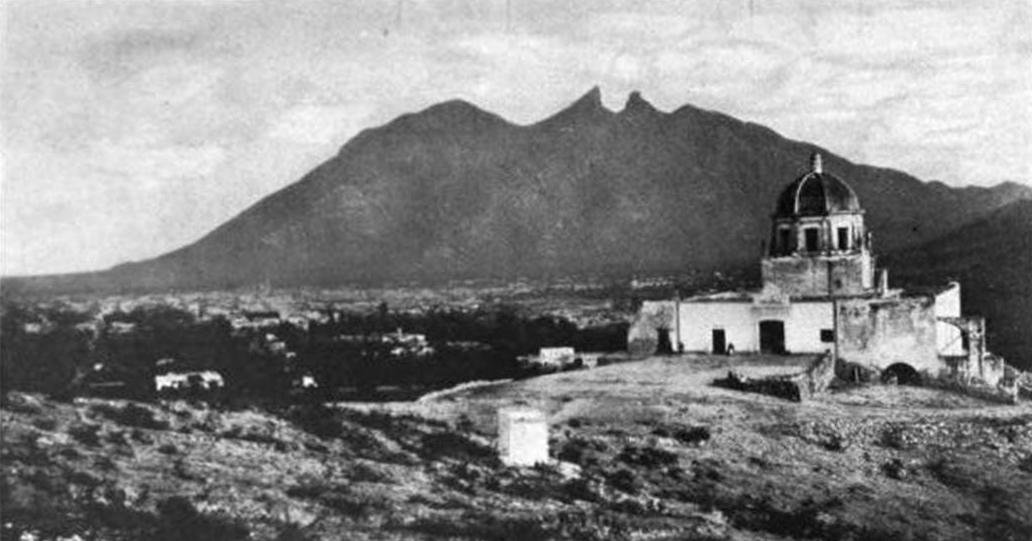
Monterrei em 1904.

O estado foi um dos menos afetados pela guerra da independência. No entanto, na região se mantiveram constantes guerrilhas durante a época revolucionária encabeçadas por José Herrera, Pedro Baez Treviño, José María Sada e muitos outros insurgentes. Em 2 de julho de 1813, José Herrera atacou a cidade. Na praça do mercado (Hidalgo) houve fuzilamentos de insurgentes. Em 3 de julho de 1821, Gaspar López, governador de "Nuevo León", proclama a adesão ao Plano de Iguala e jura a Independência em Monterrey. A independência do México foi reconhecida em 27 de setembro de 1821.
Depois de conseguir a independência da Nova Espanha, foi realizada a proposta de Miguel Ramos Arizpe de criar no novo país conselhos provinciais, um dos 6 conselhos foram criados em Monterrey. Dele dependiam as quatro Províncias Internas do Oriente: Nuevo León, Coahuila, Texas e Nuevo Santander (Tamaulipas). O Congresso Geral Constituinte declarou Nuevo León um Estado da Federação Mexicana em 7 de maio de 1824. Porém, a tarefa de organizar o país como independente não ia ser fácil. Logo surgiram partidos federalistas e centralistas. Em 1835, se dissolveu a legislatura e os Estados se converteram em Departamentos. Aqueles eram tempos difíceis para todo o país, se sucediam governos de um e outro partido. A história dos Estados Mexicanos se vê marcada por enfrentamentos, guerras e revoluções pelos próximos 70 anos. Em 1917, é redigida a Constituição que dá forma constituinte ao Estado de Nuevo León e que o rege até hoje.
Depois da independência do país da Coroa Espanhola e a instituição da República Mexicana em 1821, os governos do México e Estados Unidos se enfrentaram em uma guerra, cujo resultado foi a perda de mais da metade do território nacional mexicano. Em 23 de setembro de 1846, o General William J. Worth sitiou a cidade e se iniciou uma batalha entre os dois países desde o "Cerro del Obispado" até a Vila de Guadalupe, conhecida  como a Batalha de Monterrey. As tropas americanas permaneceram no território mexicano até 1848, quando foi encerrada a Guerra Mexicano-Americana com um tratado em que os Estados Unidos assume os estados da California, Arizona, Novo México e parte do Colorado, além da anexação "voluntária" do Texas.
Depois da luta de México e Estados Unidos, a luta pelo poder continuou não só na região como em todo o país. Com o Plano de Ayutla de 1854, o México se declarou contra o regime absolutista do general Santa Anna, e Nuevo León apoiou firmemente este plano. Os líderes da oposição foram principalmente Santiago Vidaurri e Juan Zuazua que, juntamente com Zaragoza e Escobedo, levaram adiante um movimento contra a ditadura santanista. Vidaurri se apoderou da cidade de Monterrey em 23 de maio de 1855 e ali assinou o Plano de Monterrey, que declarava Nuevo León autônomo. Aderiram a este plano, mais tarde, Ignacio Zaragoza, Juan José de la Garza, José Silvestre Arramberri e Mariano Escobedo.
Até 1862, a situação no país era desastrosa. O governo Juárez deixou de pagar a dívida externa que havia adquirido com Espanha, Grã-Bretanha e França. O não cumprimento dos pagamentos, segundo o governo, seria só por dois anos. Os governos da Espanha e Grã-Bretanha aceitaram o prazo, porém, não o governo de Napoleão III de França, que além de exigir o pagamento da dívida estava preocupado com a ascensão e domínio que estavam adquirindo os Estados Unidos, e optou pela intervenção. O governo do México se dividiu entre os que apoiavam uma monarquia e nomearam, com apoio da Europa, Maximiliano como imperador, e os que apoiavam um governo federal, que tinha como presidente Juárez. Durante este tempo, como Juárez teve que sair da Cidade do México, a presidência da República se tornou itinerante. Primeiro esteve em San Luis Potosí, depois em Saltillo e, mais tarde, em Monterrey. As relações entre o governo de Juárez e o governador de Nuevo León, que nesta época era Vidaurri, não eram amistosas. Em um primeiro momento, Juárez instalou a presidência em Monterrey, dividiu o estado em dois (Coahuila e Nuevo León) e destituiu Vidaurri que teve que fugir para o Texas. A presidência de Juarez em Monterrey durou apenas quatro meses. Durante estes anos Monterrey foi disputada por imperialistas e republicanos, ocupando-a uns e outros sucessivamente.

## Geografia

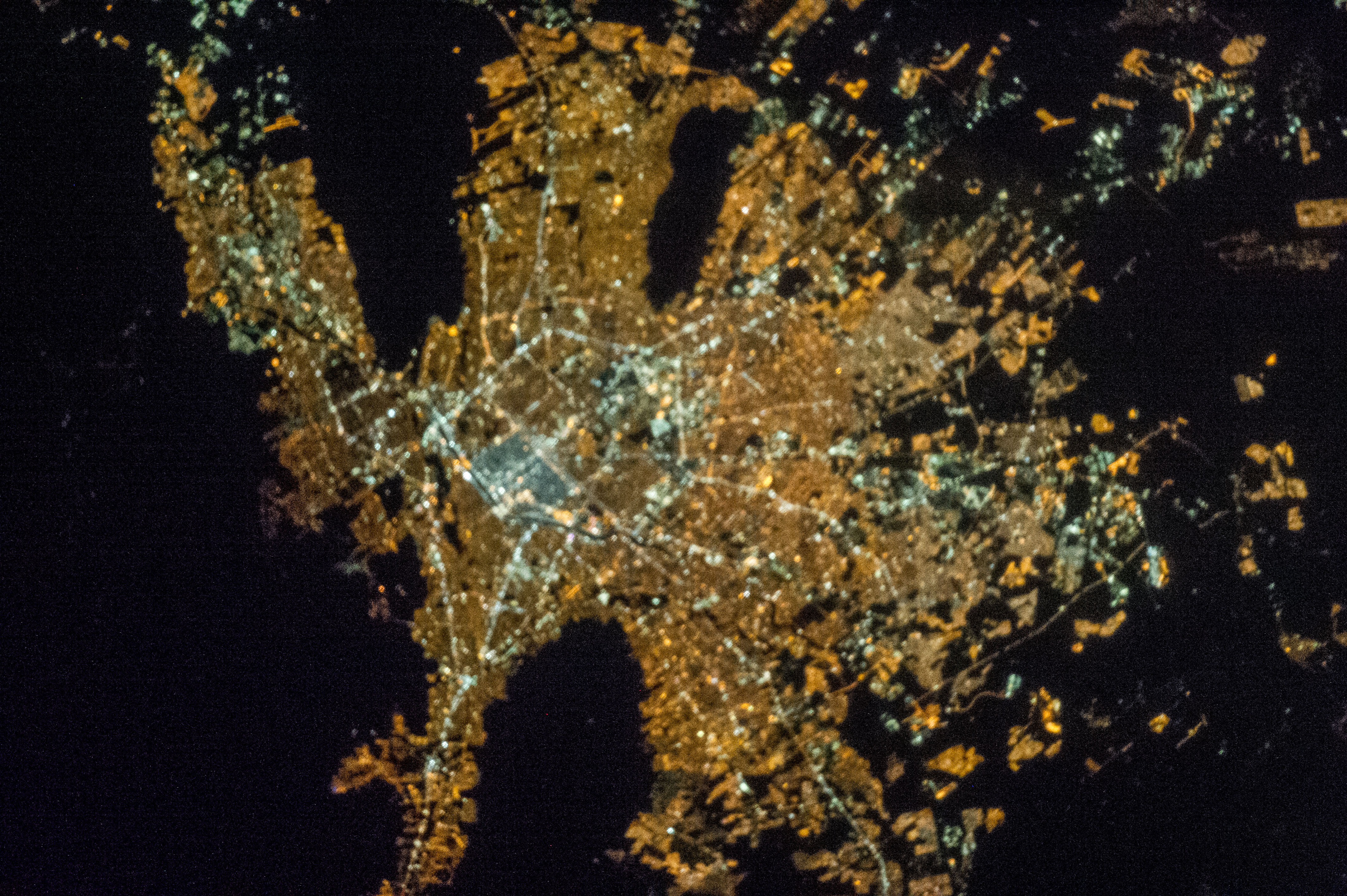
Imagem de satélite de Monterrei

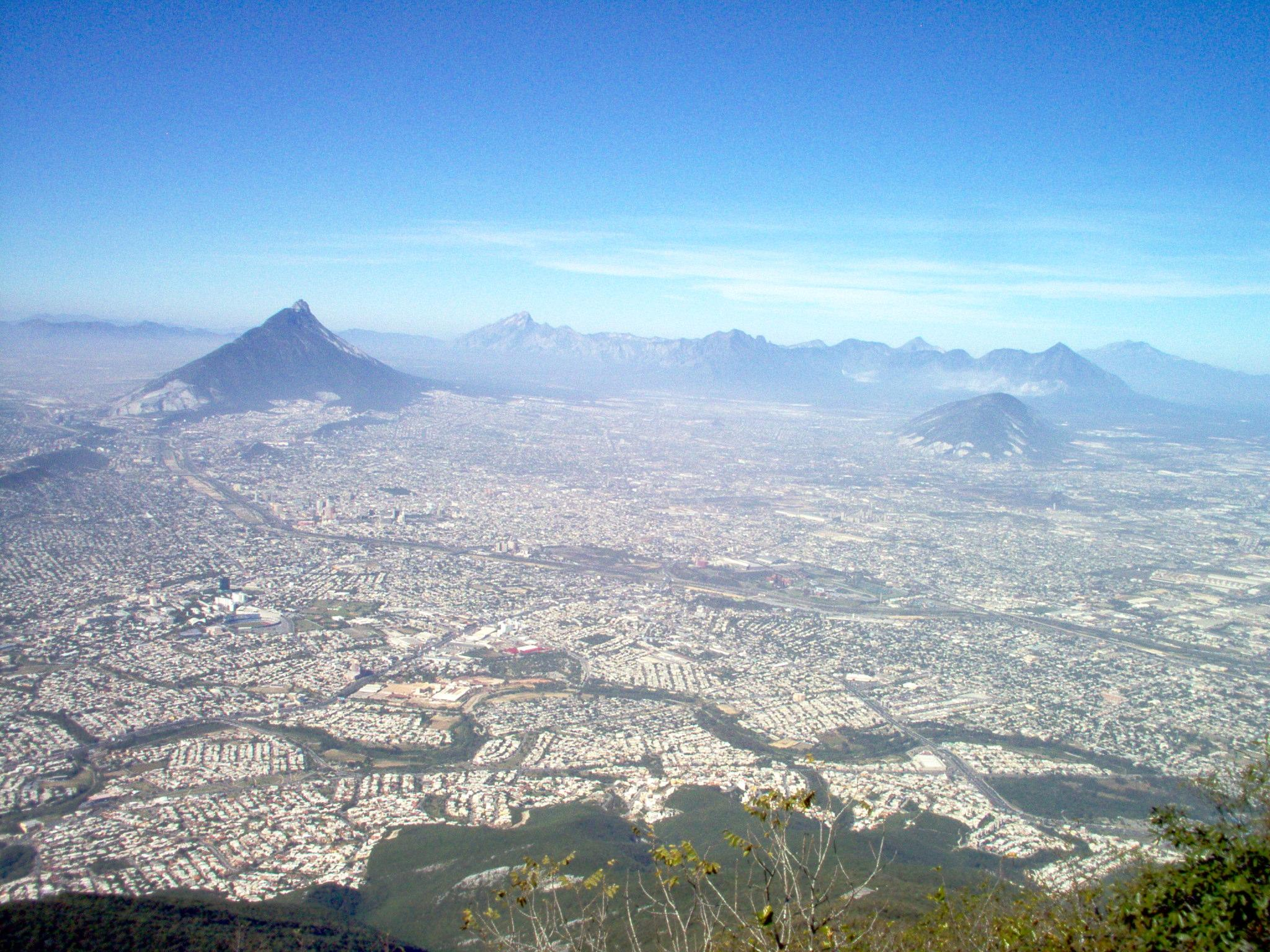
Fotografia aérea da cidade

Monterrey está situada ao pé da Serra Madre Oriental, e é atravessada de leste a oeste pelo Rio Santa Catarina, que só enche durante chuvas fortes.
A cidade é cercada por montanhas e serras que lhe dão um caráter único. A Serra Madre Oriental muda de direção bruscamente para o leste até Monterrey, como é fácil distinguir em imagens de satélite. A noroeste da cidade está localizado na Serra de las Mitras (de aparência semelhante à mitra usada por bispos). O leste é dominado pela imponente e inconfundível Cerro de la Silla (altura máxima de 1820 m) na parte norte da Serra de la Silla. O Cerro de la Silla é o símbolo por excelência da cidade de Monterrey, que tem esse nome, mas na realidade é uma montanha. Na direção do município de San Nicolás de los Garza, no nordeste da cidade, situa-se o Cerro del Topo Chico, famoso por suas antigas fontes de águas termais. Ao sul de rio Santa Catarina o Cerro de Loma Larga, atualmente perfurado por un túnel, divide Monterrey de San Pedro Garza García. Ao norte do rio Santa Catarina se encontra a "Loma de la Chepe Vera" conhecida popularmente como Cerro del Obispado. A região norte do município sediou uma das batalhas mais importantes da história mexicana, quando os americanos invadiram o México em setembro de 1846.
O município faz divisa ao norte com os municípios de San Nicolás de los Garza e General Escobedo, ao sul com os municípios de San Pedro Garza García e Santiago, a leste com Guadalupe e Juárez e a oeste Santa Catarina e García.
O município de Monterrey possui área total de 323,6 km² enquanto a região metropolitana de Monterrey, formada por 12 municípios, incluindo Monterrey, possui 6 680,35 km².

### Clima

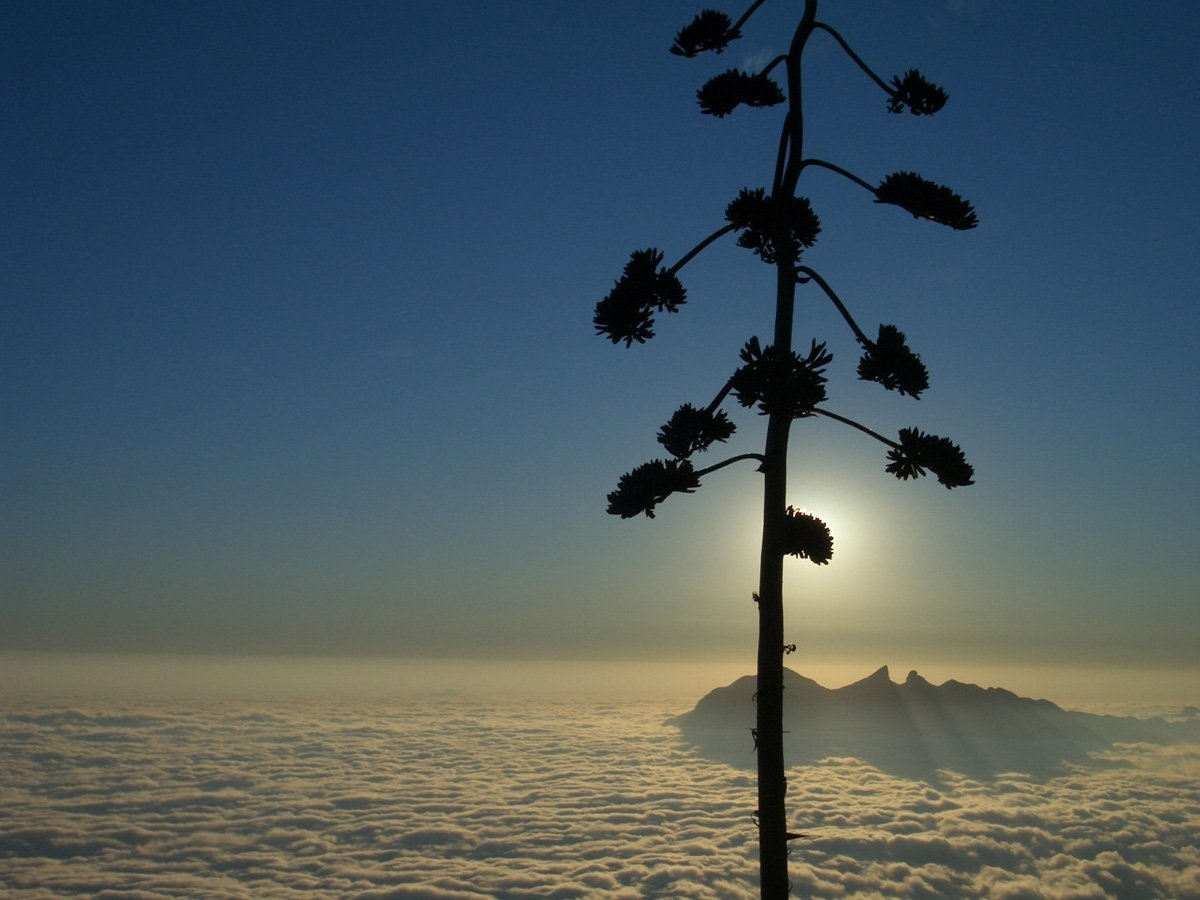
Neblina encobre a cidade.

Monterrey possui um clima semiárido. O clima é extremo: muito quente no verão e frio no inverno. A precipitação média anual gira em torno de 580 mm. As chuvas se distribuem principalmente de junho a outubro. A temperatura média anual é de 21 °C, porém, esta média oculta a enorme oscilação térmica das estações. No verão, são comuns as temperaturas superiores a 30 °C. Em julho e agosto, a temperatura máxima média é de 35 °C, ultrapassando os 35 °C por muitos dias seguidos desde junho até os primeiros dias de setembro. No inverno, constantemente chegam a região massas de ar frio acompanhadas muitas vezes por umidade da costa, o que faz a temperatura cair notavelmente, sendo registrado, todos os anos, ao menos dois ou três dias com temperaturas de 0 °C ou menos. Também no inverno são frequentes as mudanças climáticas, podendo a temperatura subir anormalmente até os 25 °C. Devido a escassa altitude da cidade, as nevadas não são muito frequentes; a última grande nevada que acumulou vários centímetros no solo ocorreu em 24 de dezembro de 2004, uma  ligeira nevada se registrou em 17 de janeiro de 2007, embora a maior parte dela tenha sido granizo e gelo. Neva em média a cada 4 a 7 anos na cidade, entretanto, na região da Sierra Madre Oriental, se registram geadas e nevadas frequentes. Em geral, as temperaturas no ano vão desde 0 °C ou ligeiramente menos nos dias de inverno até os 38 °C ou 39 °C em julho e agosto.
Também têm ocorrido extraordinários fenômenos naturais em Monterrey: por exemplo, em 9 de janeiro de 1967, foi registrada uma das piores nevascas, com cerca de 60 cm de acumulação; em 1988, o Furacão Gilbert atingiu a cidade, causando o mais alto nível de precipitação de sua história e deixando, em seu trajeto, um tornado; em 2005, o Furacão Emily se aproximou, deixando as piores inundações desde o Furacão Gilberto, e, em 18 de março de 2008, foram registradas rajadas de ventos de mais de 130 km/h.
| Dados climatológicos para Monterrey | Dados climatológicos para Monterrey | Dados climatológicos para Monterrey | Dados climatológicos para Monterrey | Dados climatológicos para Monterrey | Dados climatológicos para Monterrey | Dados climatológicos para Monterrey | Dados climatológicos para Monterrey | Dados climatológicos para Monterrey | Dados climatológicos para Monterrey | Dados climatológicos para Monterrey | Dados climatológicos para Monterrey | Dados climatológicos para Monterrey | Dados climatológicos para Monterrey |
| Mês                                 | Jan                                 | Fev                                 | Mar                                 | Abr                                 | Mai                                 | Jun                                 | Jul                                 | Ago                                 | Set                                 | Out                                 | Nov                                 | Dez                                 | Ano                                 |
| ----------------------------------- | ----------------------------------- | ----------------------------------- | ----------------------------------- | ----------------------------------- | ----------------------------------- | ----------------------------------- | ----------------------------------- | ----------------------------------- | ----------------------------------- | ----------------------------------- | ----------------------------------- | ----------------------------------- | ----------------------------------- |
| Temperatura máxima recorde (°C)     | 32                                  | 39                                  | 38                                  | 39                                  | 42                                  | 42                                  | 43                                  | 43                                  | 41                                  | 36                                  | 35                                  | 33                                  | 43                                  |
| Temperatura máxima média (°C)       | 16                                  | 18                                  | 24                                  | 28                                  | 32                                  | 34                                  | 35                                  | 35                                  | 30                                  | 25                                  | 22                                  | 18                                  | 25                                  |
| Temperatura mínima média (°C)       | 6                                   | 8                                   | 12                                  | 16                                  | 20                                  | 23                                  | 24                                  | 24                                  | 21                                  | 16                                  | 12                                  | 8                                   | 15                                  |
| Temperatura mínima recorde (°C)     | −12                                 | −14                                 | −3                                  | 0                                   | 9                                   | 13                                  | 16                                  | 16                                  | 11                                  | −1                                  | −3                                  | −11                                 | −14                                 |
| Precipitação (mm)                   | 15                                  | 18                                  | 20                                  | 33                                  | 33                                  | 76                                  | 58                                  | 61                                  | 132                                 | 76                                  | 38                                  | 20                                  | 580                                 |
| Fonte: 07/02/2010                   |                                     |                                     |                                     |                                     |                                     |                                     |                                     |                                     |                                     |                                     |                                     |                                     |                                     |

## Demografia
De acordo com o censo de 2005, o município de Monterrey possui 1 133 814 habitantes, correspondentes a 27% da população do estado de Nuevo León. Existem 559 877 homens, 49,4% da população do município, e 573 937 mulheres, 50,6%. Enquanto a Região Metropolitana de Monterrei abriga cerca de 4 milhões de habitantes.
População do município distribuída por faixa etária e sexo:
| Faixa etária     | Total     | Homens  | Mulheres |
| ---------------- | --------- | ------- | -------- |
| 0 a 4 anos       | 97 281    | 49 341  | 47 940   |
| 5 a 9 anos       | 96 580    | 49 222  | 47 358   |
| 10 a 14 anos     | 90 729    | 45 876  | 44 853   |
| 15 a 19 anos     | 95 503    | 47 613  | 47 890   |
| 20 a 24 anos     | 107 559   | 54 572  | 52 987   |
| 25 a 29 anos     | 100 208   | 50 816  | 49 392   |
| 30 a 34 anos     | 96 182    | 48 426  | 47 756   |
| 35 a 39 anos     | 81 872    | 40 861  | 41 011   |
| 40 a 44 anos     | 67 185    | 32 981  | 34 204   |
| 45 a 49 anos     | 57 836    | 27 570  | 30 266   |
| 50 a 54 anos     | 51 505    | 24 078  | 27 427   |
| 55 a 59 anos     | 42 957    | 20 235  | 22 722   |
| 60 a 64 anos     | 36 571    | 17 068  | 19 503   |
| 65 anos e mais   | 79 624    | 35 077  | 44 547   |
| não especificado | 32 222    | 16 141  | 16 081   |
| Totais           | 1 133 814 | 559 877 | 573 937  |

Evolução da população do município:
| - 1950: 339 282 - 1960: 601 085 - 1970: 858 107 | - 1980: 1 090 009 - 1990: 1 069 238 - 1995: 1 088 143 | - 2000: 1 110 997 - 2005: 1 133 814 |

### Região Metropolitana
Gráfico da evolução demográfica de região metropolitana de Monterrey:
As fontes dos dados do gráfico são:
- 1895 Geografía y estadística de Alonso Luis Velasco.[9]
- 1900-1970 Dirección General de Estadística.[10]
- 1980 CONAPO.[11]
- 1990-2005 INEGI México.

## Governo

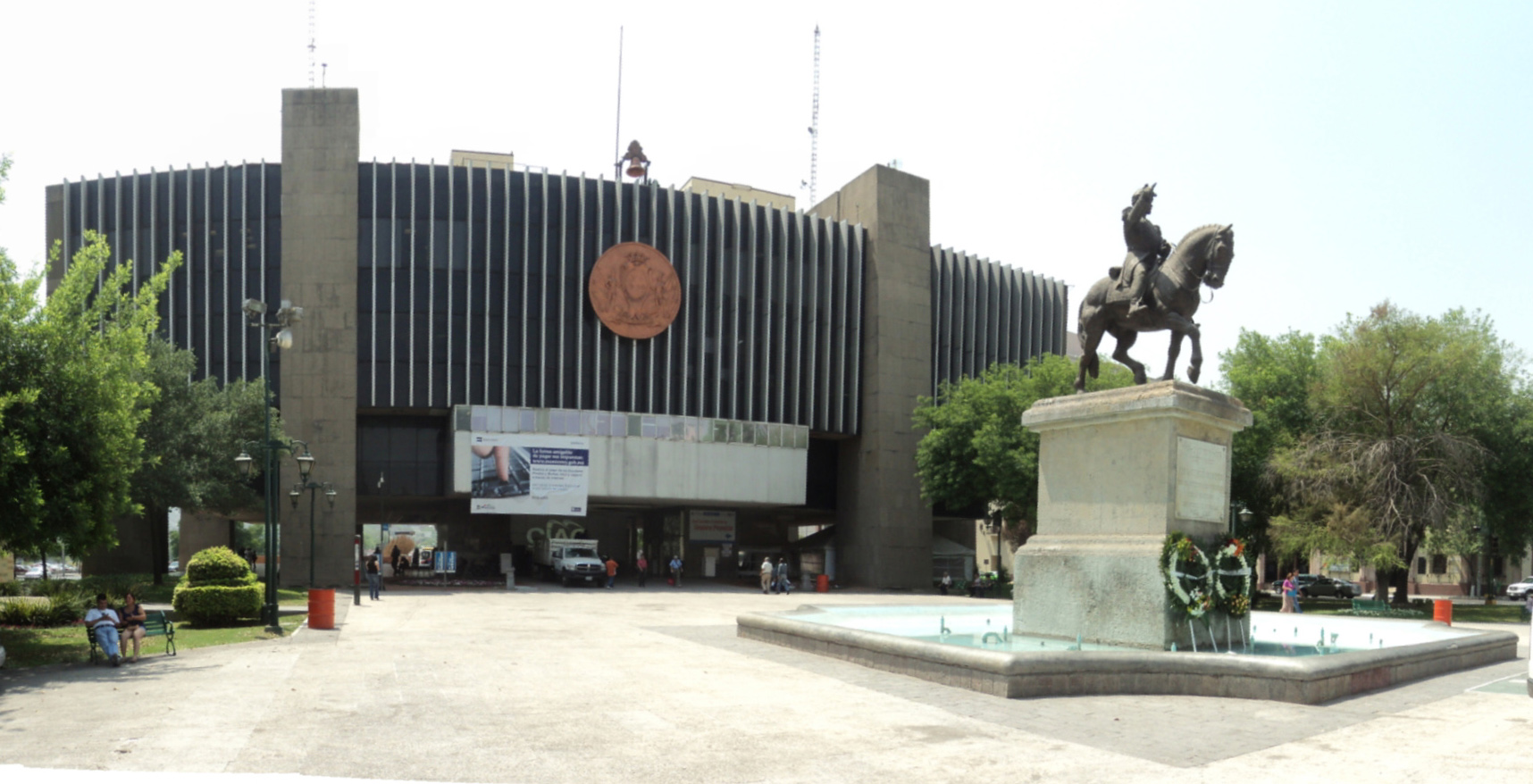
Prefeitura de Monterrey

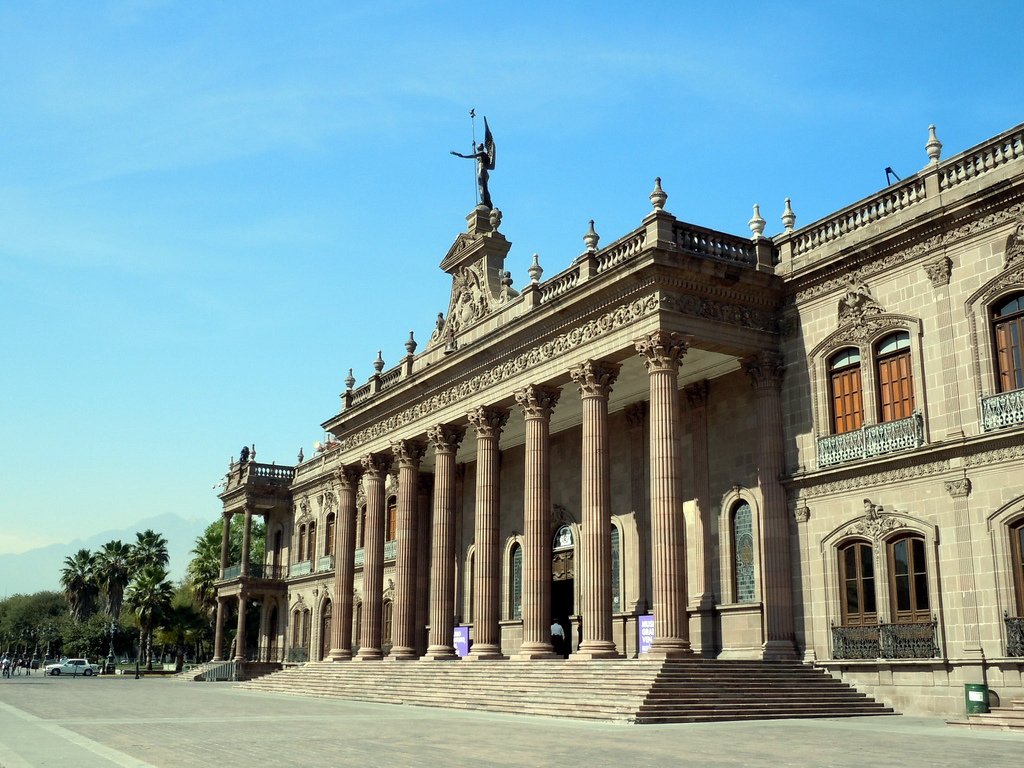
Palácio do Governo de Nuevo León em Monterrey

Monterrey é a capital de Nuevo León e também a sede da prefeitura do município de Monterrey. Por ser a capital do estado, á a sede dos três poderes: Executivo, Legislativo e Judicial do estado de Nuevo León. O governador é Rodrigo Medina de la Cruz. proveniente do Partido Revolucionário Institucional.
Monterrey é uma cidade politicamente madura, progressista, que experimenta com tranquilidade a alternância dos partidos no poder, e onde a participação cidadã é marcada. A prefeitura, igual aos demais municípios do país (com exceção do Distrito Federal), é constituído por um prefeito (presidente municipal), vereadores e curadores.
O prefeito de Monterrey é Fernando Alejandro Larrazábal do Partido Acción Nacional (PAN), que sucedeu a Adalberto Madero no cargo.

### Cidades-irmãs
- Chile - Arica
- Espanha - Barcelona[13]
- Argentina - Rosario
- Venezuela - Barquisimeto
- Brasil - Rio de Janeiro
- Brasil - Belo Horizonte
- Estados Unidos - Chicago[14]
- Chile - Concepción[15]
- Estados Unidos - Dallas
- Estados Unidos - San Antonio
- Canadá - Hamilton[16]
- Estados Unidos - Orlando
- China - Shenyang
- Honduras - San Pedro Sula
- Peru - Trujillo
- Estados Unidos - Houston
- Irlanda - Dublin
- Colômbia - Medellin
- Emirados Árabes Unidos - Dubai
- México - Juchitán de Zaragoza
- Palestina - Belén, Autoridade Nacional Palestina[17]

## Economia

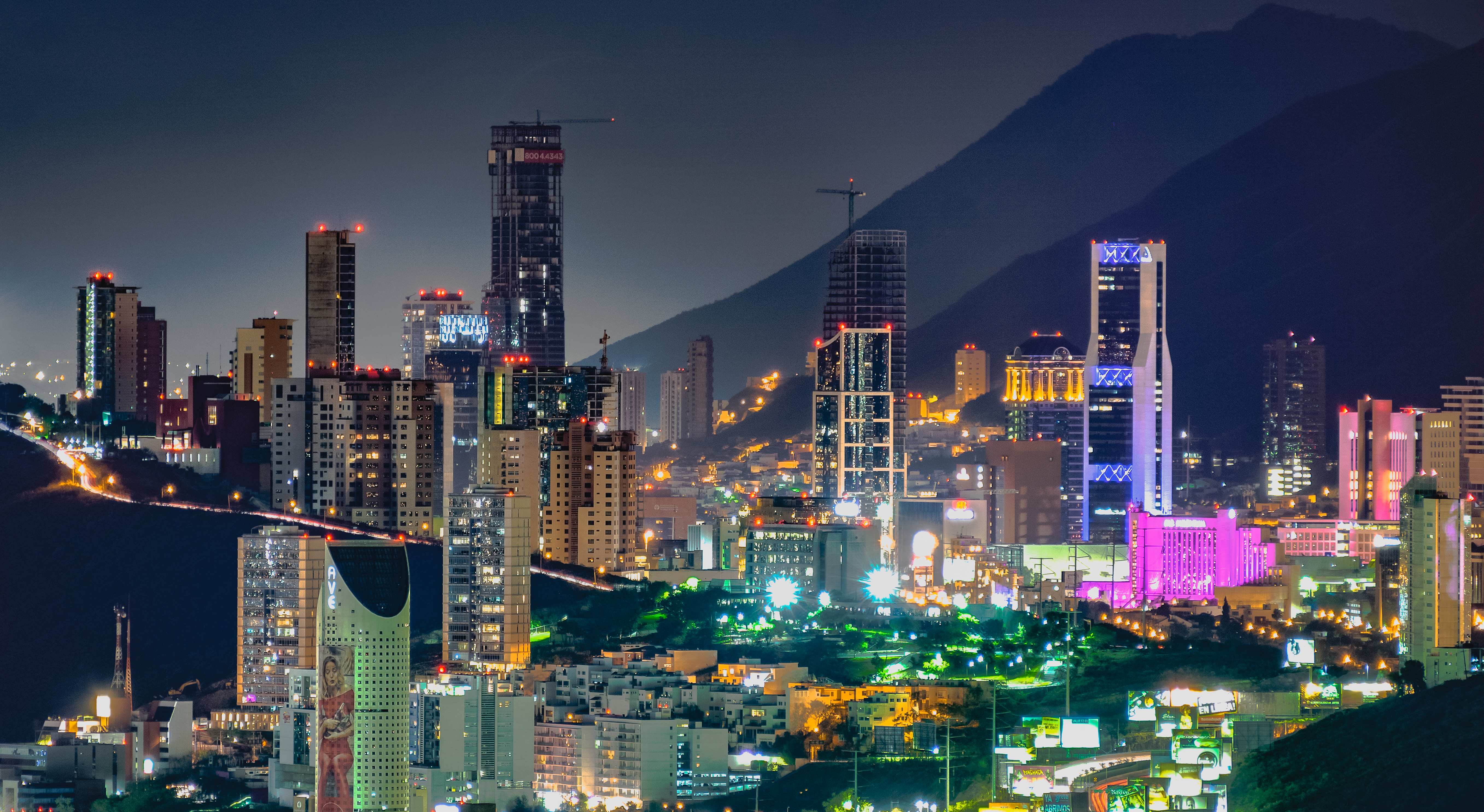
Centro financeiro de Monterrei.

Monterrey é um importante centro industrial no norte do México, produzindo um PIB de 78,5 bilhões dólares americanos (2006). O PIB per capita da cidade em 2007 era de 21 788 dólares americanos. A cidade foi classificada pela revista Fortune em 1999 como a melhor cidade da América Latina para se fazer negócios. A revista atribui a sua riqueza económica, em parte, à sua proximidade com a fronteira Estados Unidos - México e menciona Monterrey como uma cidade com importantes vínculos econômicos para os Estados Unidos. É atualmente a terceira melhor cidade para se fazer negócios pela revista América Economía.
Devido à sua forte indústria de aço, é muitas vezes chamada de "Pittsburgh do México". A cidade tem posições importantes em setores como o aço, cimento, vidro, peças de carro e cerveja.
A industrialização foi acelerada em meados do século XIX pela Compañia Fundidora de Fierro y Acero Monterreyuma empresa de processamento de aço, FEMSA (Coca-Cola América Latina), Cemex (terceira maior empresa de cimento do mundo), Alfa (petroquímica, alimentos, telecomunicações e autopeças), Axtel (telecomunicações), Vitro (vidro), Selther (líder em colchões e sistemas de descanso na América Latina), Gruma (alimentos), e Banorte (serviços financeiros). A FEMSA Corporation possui uma grande cervejaria, a Cervejaria Cuauhtémoc Moctezuma, que produz as marcas Sol, Tecate, Indio, Dos Equis e Carta Blanca, entre outras. Até o final do mesmo ano, houve mais de 13 mil empresas de manufatura, 55 mil lojas de varejo, e mais de 52 mil empresas de serviços em Monterrey.
O setor de metais, dominado por ferro e aço, representava 6% da produção do PIB em 1994. A siderurgia mexicana é centrada em Monterrey, onde a primeira usina de aço do país abriu em 1903. Plantas de processamento de aço em Monterrey, privatizadas em 1986, representavam cerca de metade da produção total de aço do México no início de 1990.
Monterrey ficou em 94º lugar mundial e quinto da América Latina em termos de qualidade de vida de acordo com a Mercer Human Resource Consulting (2006), e foi classificada em segundo lugar em 2005 e quarto em 2006, de acordo com a América Economía.
Alguns dos shoppings na cidade incluem Paseo San Pedro, Plaza Fiesta San Agustín, Galerías Monterrey e Galerías Valle Oriente, que distribuem bens e serviços para a população mexicana.

## Infraestrutura

### Educação
Monterrey possui uma taxa de analfabetismo estimada de 3,7%. Em 2005, de 983 359 habitantes com mais de 6 anos de idade, 36 689 eram analfabetos.

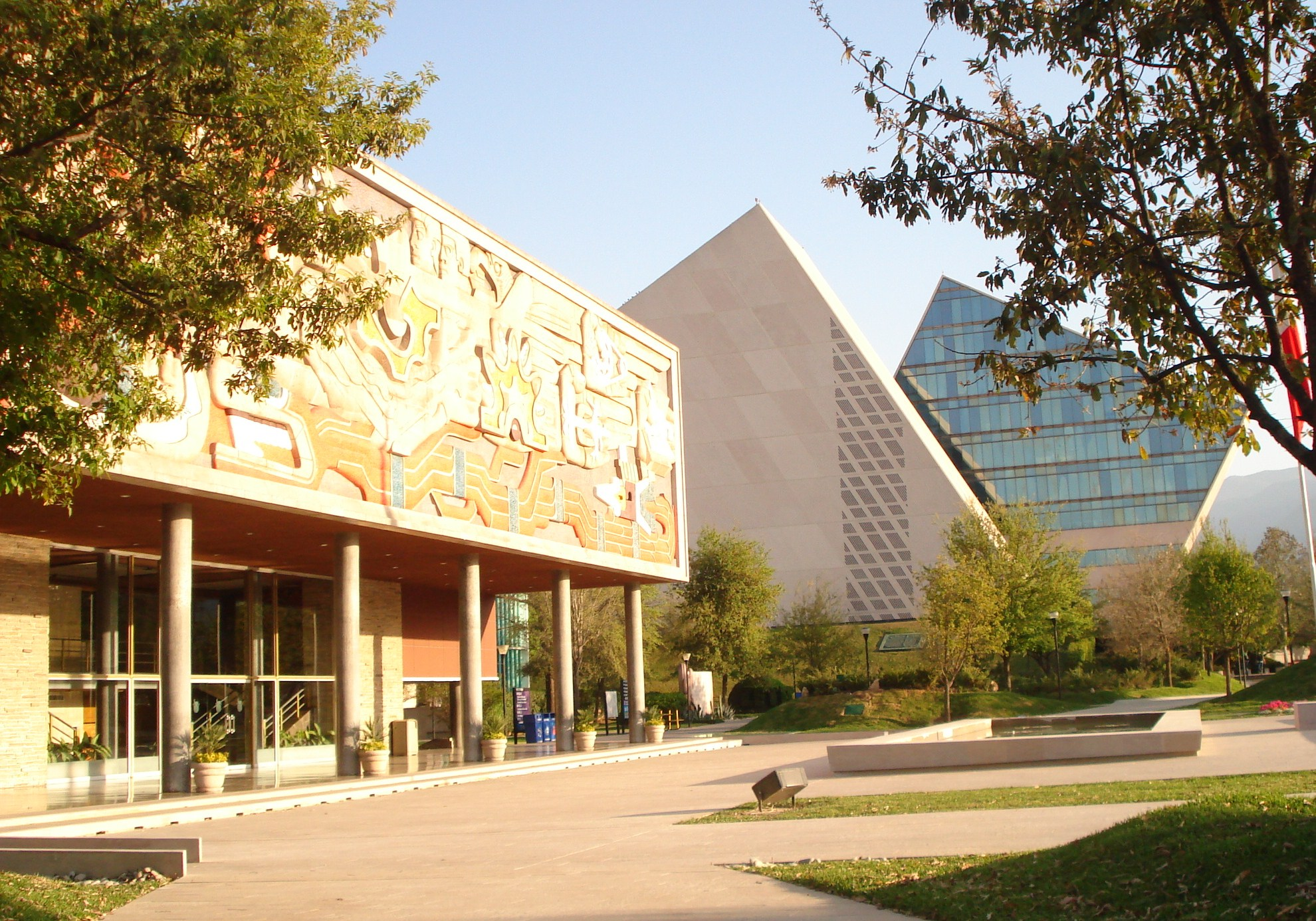
Instituto Tecnológico e de Estudos Superiores de Monterrey. Foi a primeira universidade que tinha serviço de internet no mundo de língua espanhola e na América Latina.

Monterrey e sua área metropolitana conta com a Universidade Autônoma de Nuevo León (Universidad Autónoma de Nuevo León - UANL), que é a maior e mais reconhecida universidade pública do nordeste do país. A universidade possui um campus principal, conhecido como a cidade universitária (ciudad universitaria) e quatro campus adicionais em todo o estado de Nuevo León. A cidade de Monterrey é sede de outras universidades como: Universidad de Monterrey (UDEM), Instituto Tecnológico y de Estudios Superiores de Monterrey (ITESM, ou melhor conhecida como Tec) ,Universidad TecMilenio (UTM) , Universidad del Valle de México(UVM) (Antes Unitec Cumbres), Universidad Regiomontana (UR), Centro de Estudios Universitarios (CEU),  Universidad del Norte (UN), Universidad Humanista de las Americas (UHA) e Universidad Metropolitana de Monterrey (UMM).
Hoje em dia, a cidade de Monterrey tem incursionado na investigação científica, isto se reafirma com a recentemente inaugurada "Unidade Monterrey do Centro de Investigação e Estudos Avançados" (Unidad Monterrey del Centro de Investigación y de Estudios Avanzados - CINVESTAV) do Instituto Politécnico Nacional (IPN), considerado um dos centros de alta investigação mais importante da Ibero-América e ápice da investigação mexicana.
A Biblioteca Central "Fray Servando Teresa de Mier", localizada dentro do conjunto urbanístico da Macroplaza, a "Capilla Alfonsina", da Universidade Autônoma de Nuevo León, localizada na cidade universitária, e a Biblioteca Universitária "Raúl Rangel Frías", que ocupa uma área de 7 mil m² do Parque "Niños Héroes", são os principais acervos bibliográficos da cidade.
| Categoria                                               | Pré-escola | Primária | Secundária | Superior | Técnico |
| Escolas                                                 | 347        | 452      | 194        | 71       | 170     |
| Alunos                                                  | 31 817     | 132 418  | 64 322     | 36 743   | 26 091  |
| Docentes                                                | 1 244      | 5 000    | 4 237      | 2 670    | 1 718   |
| Fonte: Enciclopédia dos Municipios do México: Monterrey |            |          |            |          |         |

### Transportes

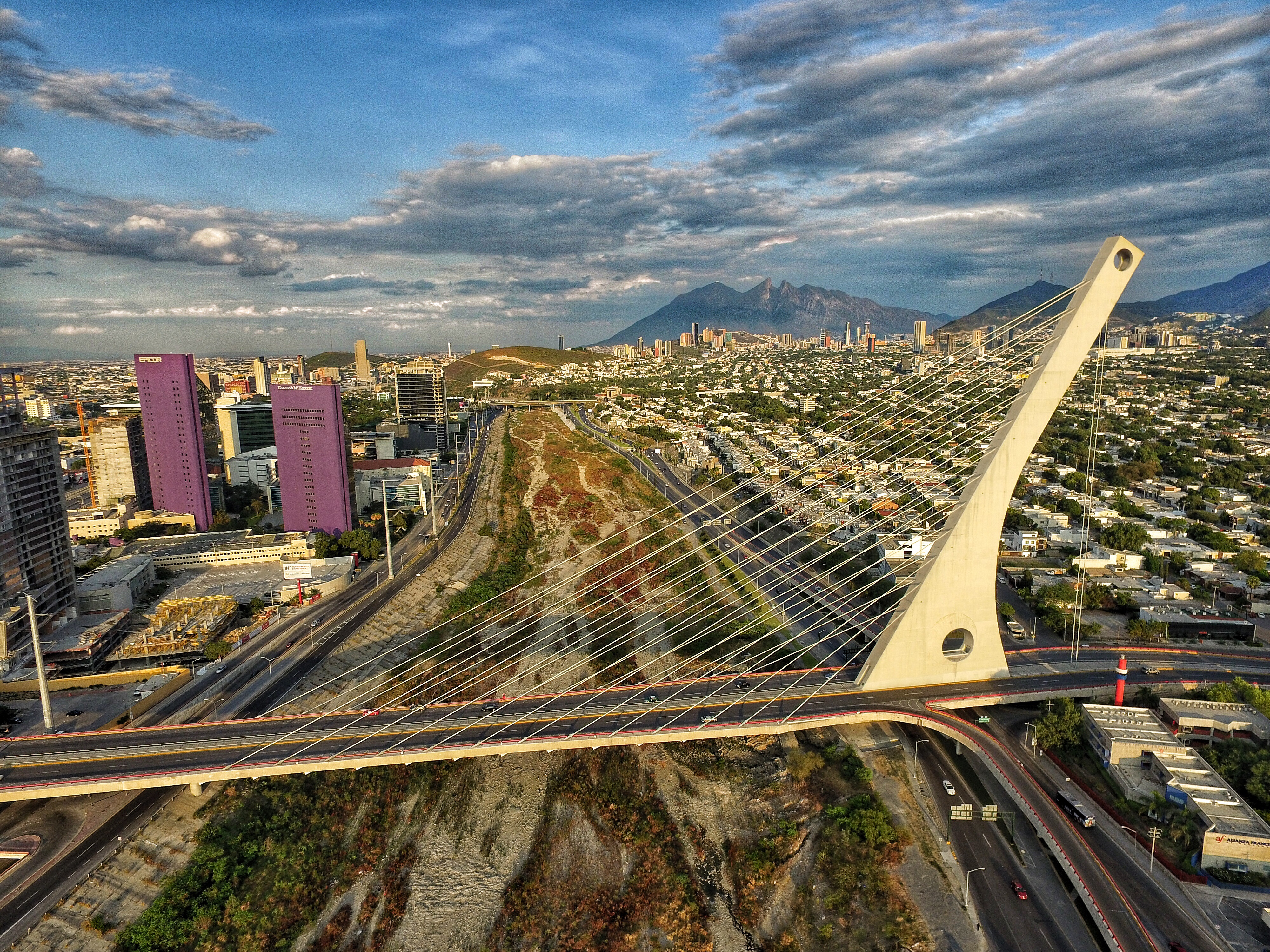
Ponte de la Unidad, entre Monterrey e San Pedro Garza García

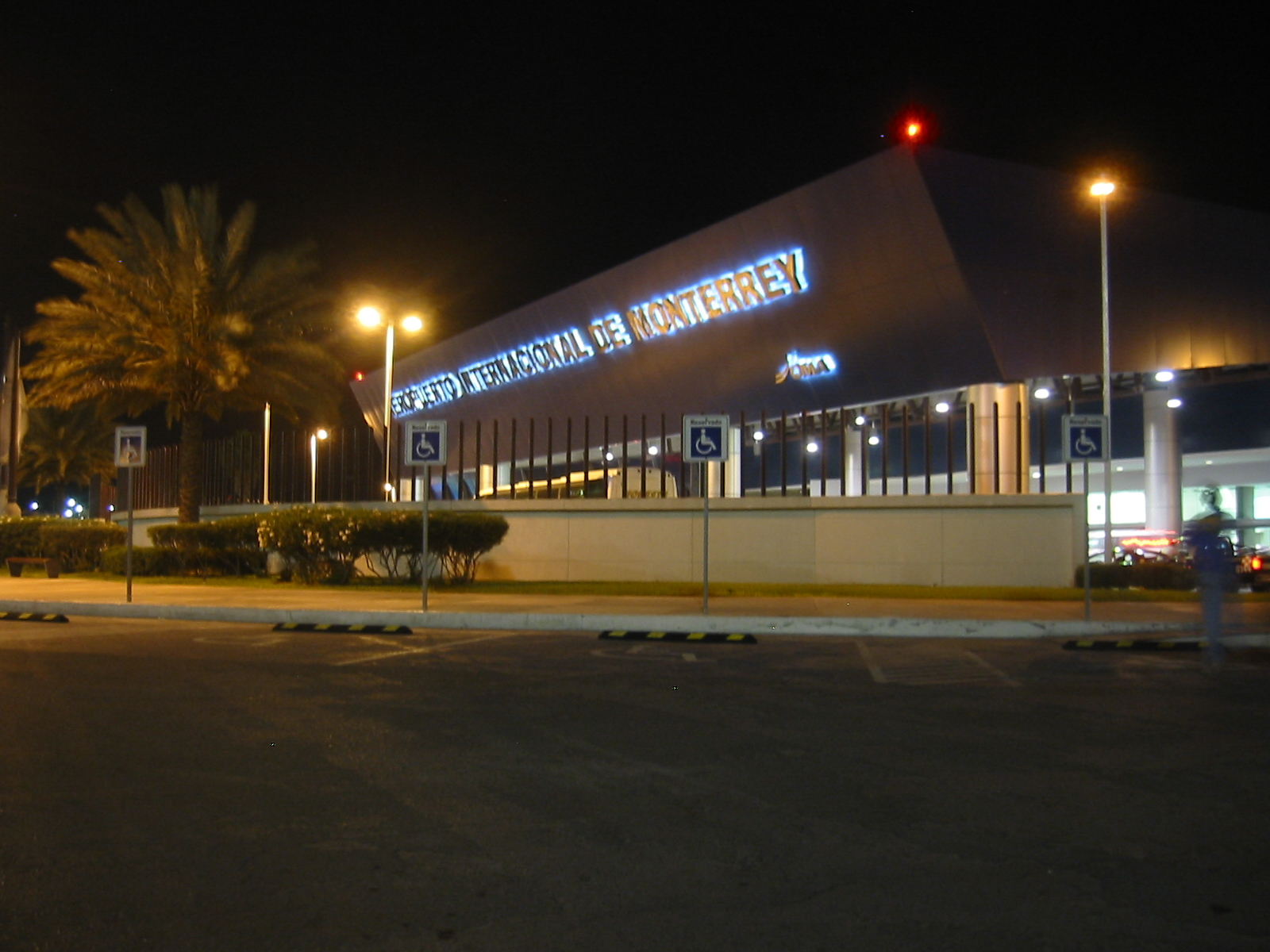
Aeroporto Internacional Mariano Escobedo

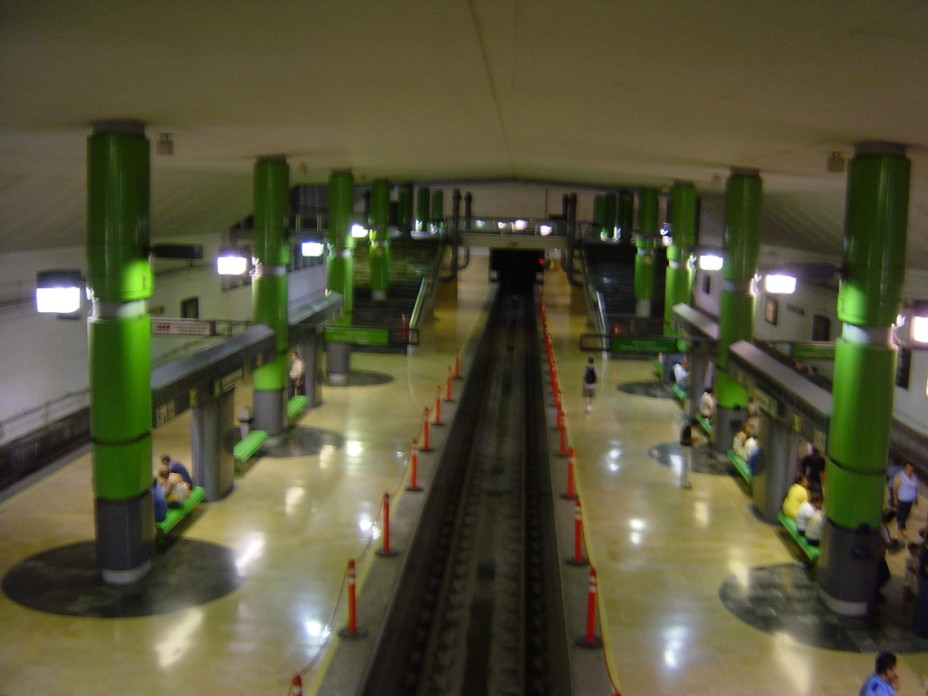
Metrô de Monterrey

Monterrey encontra-se ligada por rodovias com a fronteira dos Estados Unidos, o Golfo do México e o interior do país. A Carretera Nacional (também conhecida como Rodovia Pan-americana) liga Nuevo Laredo a Cidade do México e o sul; a Carretera Interoceánica liga Matamoros com o porto de Mazatlán no Pacífico; Monterrey é também cortada pelas rodovias 40, 45 e 57. A rodovia Monterrey-Saltillo-Matehuala-Cidade do México é o principal corredor para o interior do México. Monterrey também está ligada por pelo menos três importantes ferrovias de carga: Nuevo Laredo-Cidade do México, Monterrey-Tampico, e Monterrey-Pacífico (Mazatlán).
A cidade possui um sistema de metrô chamado Metrorrey que atualmente possui duas linhas. Existem planos para a criação de outras duas linhas.
Os ônibus são encarregados de transportar a maior parte das pessoas diariamente, graças a variedade de rotas existentes na cidade, porém, devido ao crescimento populacional constante o serviço ainda é escasso. É um dos mais caros do país. Alguns poucos ônibus contam com sistema de ar condicionado, muito importante devido às condições extremas da temperatura na cidade. Os táxis cobrem um amplo setor. A cidade conta com mais de 30 mil unidades.
Grande parte da população utiliza seu próprio veículo para se locomover, criando assim problemas no trânsito pelas poucas e estreitas avenidas, principalmente nos horários de pico, e provocando grandes emissões de gases contaminantes. Segundo estimativas o parque veicular de Monterrey é o terceiro do país com mais de 1,2 milhões de veículos, atrás apenas da Cidade do México e Guadalajara. As avenidas principais da cidade são: Constitución, Gonzalitos, Cuauhtémoc, Garza Sada, Lázaro Cárdenas, Venustiano Carranza, entre outras.
Existem dois aeroportos internacionais: Aeroporto Internacional Mariano Escobedo: servido por grandes companhias internacionais e movimentando mais de 6,5 milhões de passageiros em 2007; Aeroporto Internacional Del Norte: um aeroporto principalmente privado.
Monterrey está ligada através de frequentes voos sem-escala para muitas cidades mexicanas e para os principais centros dos Estados Unidos (Atlanta, Chicago-O'Hare, Dallas/Fort Worth, Detroit, Houston-Intercontinental, JFK/New York e Las Vegas). Monterrey é a segunda cidade mais importante para as operações da Aeroméxico.
Cinco companhias aéreas possuem suas bases operacionais e sede em Monterrey, Aviacsa, Aeroméxico Connect, Viva Aerobus e Magnicharters. Não há transporte público entre o Aeroporto Internacional de Monterrey e cidade. A partir do aeroporto há um ônibus rápido para a vizinha Saltillo. Serviços de ônibus inter-municipais operam diariamente para o interior, bem como para a fronteira dos Estados Unidos e além.

## Cultura

### Arte

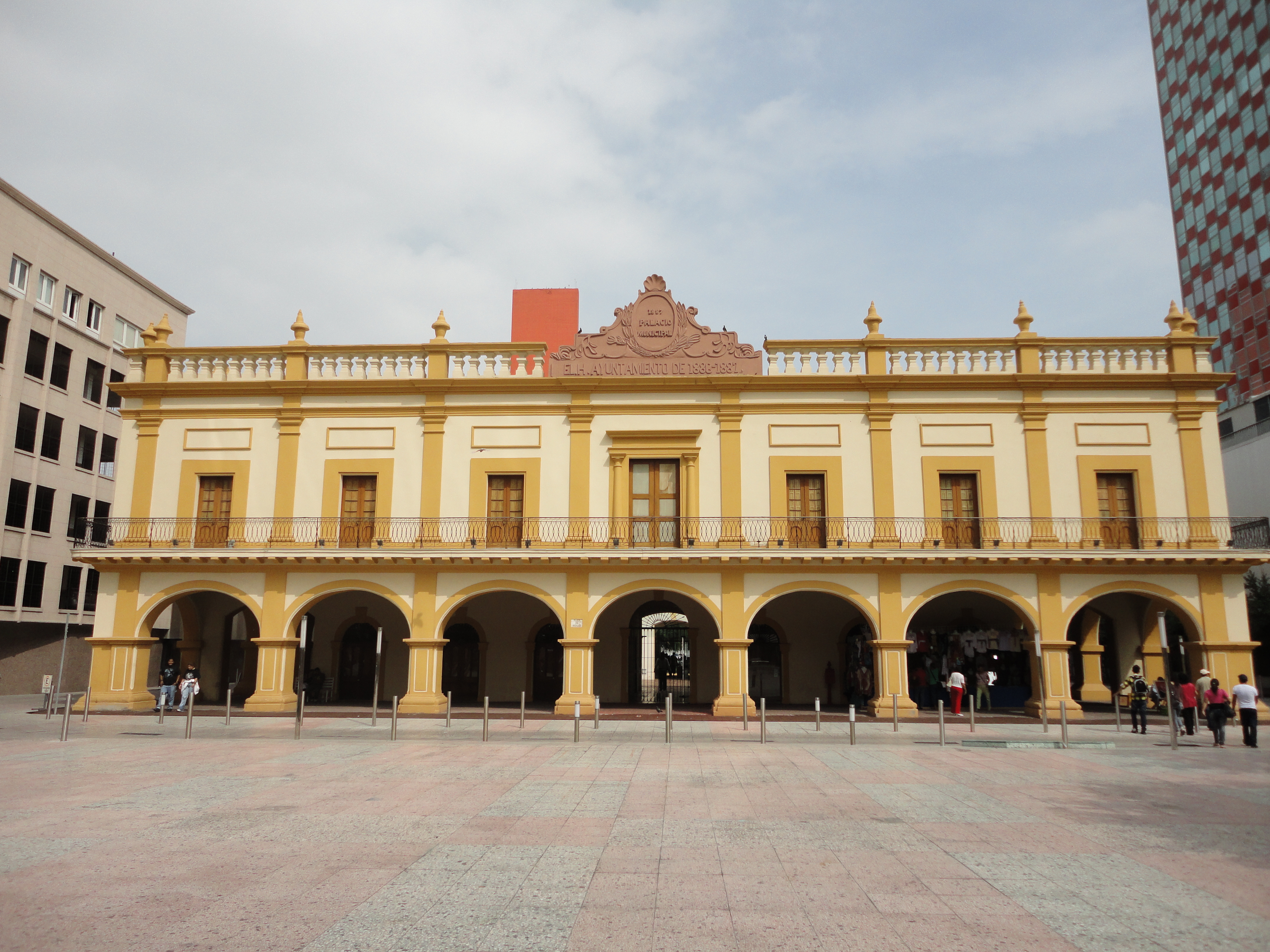
Museu Metropolitano de Monterrei.

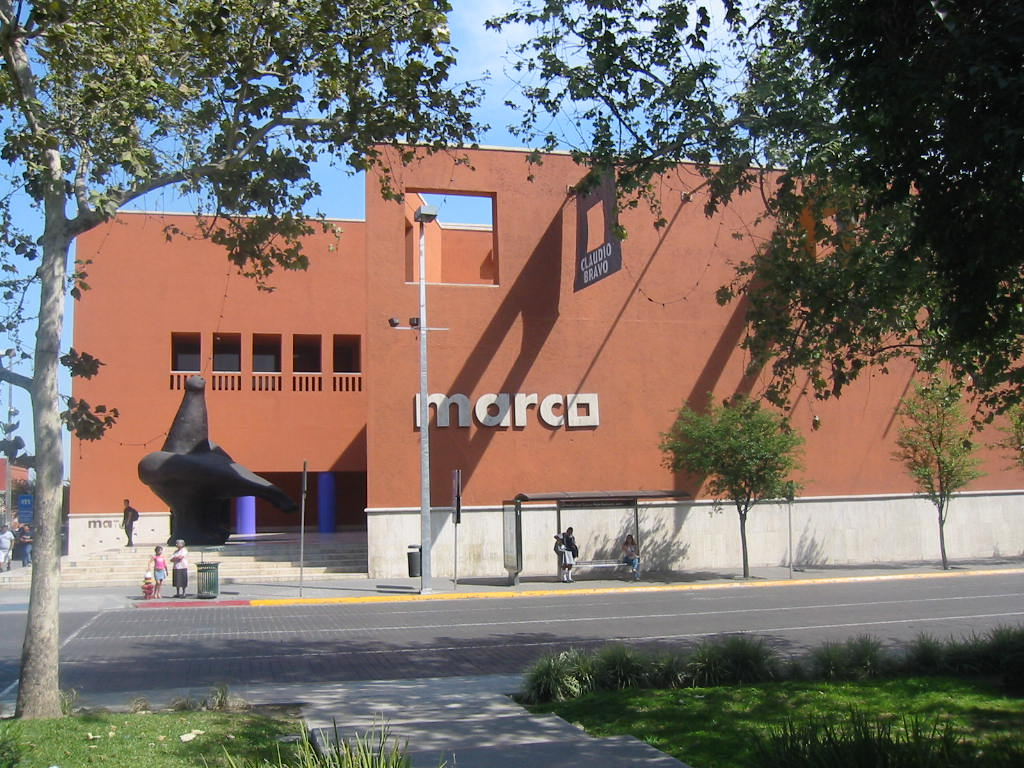
Museu de Arte Contemporânea

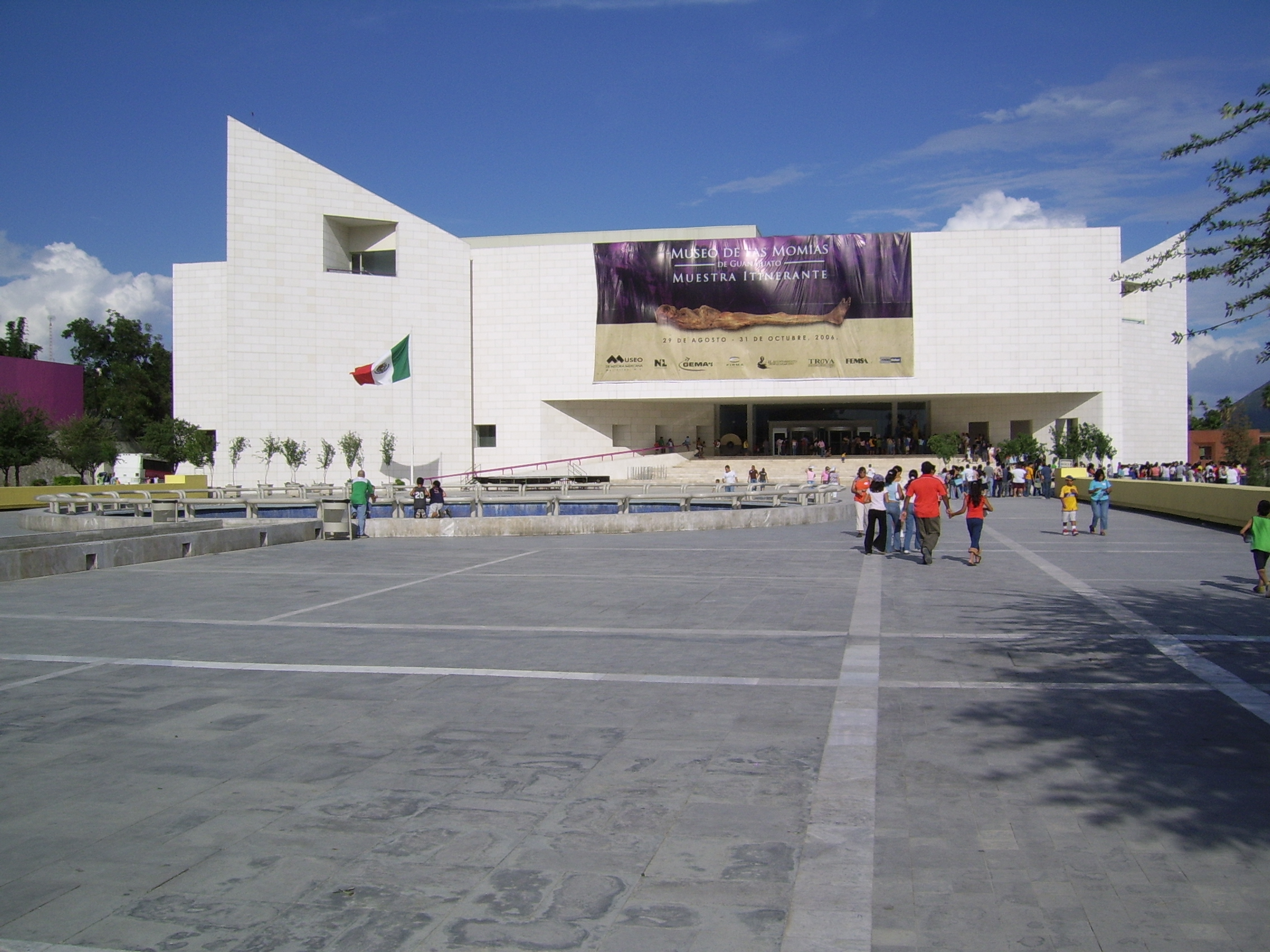
Museu de História Mexicana

A imagem industrial da cidade faz com que, para muitos, passe despercebida ou ignorada a contribuição de homens e mulheres - regiomontanos e provenientes de regiões vizinhas - à cultura mexicana. Se destaca, na literatura, o chamado "Regiomontano Universal" Alfonso Reyes, que chegou a ser membro da Academia Mexicana da Língua.
O teatro na cidade de Monterrey teve seu início graças a Universidade Autônoma de Nuevo León (Universidad Autónoma de Nuevo León), que colocou à disposição de jovens talentos regiomontanos suas instalações como o antigo Teatro Mayo e o Aula Magna. Contudo, na última década tem aumentado constantemente o número de peças locais, nacionais e internacionais que se apresentam nos palcos da cidade, particularmente no Teatro de la Ciudad, Teatro Luis Elizondo, Auditorio San Pedro, Teatro del IMSS e Teatro de la Ciudad de San Nicolás de los Garza.
Monterrey é uma cidade cosmopolita pois conta com importantes museus que sempre buscam oferecer um espaço de expressão e difusão para os trabalhos de artistas locais, nacionais e internacionais, sem diferenciar os artistas consagrados dos artistas das novas gerações. Entre os museus se destacam: Museu de Arte Contemporânea (Museo de Arte Contemporáneo - MARCO), Museu de História Mexicana (Museo de Historia Mexicana), Muse do Palácio do Governo (Museo del Palacio de Gobierno), Museu do Nordeste (Museo Del Noreste), Museu de História Natural (Museo de Historia Natural), Musel do Vidro (Museo del Vidrio), Museu Regional de Monterrey (Museo Regional de Monterrey), Planetário e Museu Alfa (Planetario y Museo Alfa) e o Salão da Fama do Beisebol Profissional do México (Salón de la Fama del Béisbol Profesional de México). Além destes a Casa da Cultura (Casa de la Cultura) de Nuevo León, Centro das Artes (Centro de las Artes) e a Pinacoteca Colegio Civil.
A arquitetura colonial não é muito abundante na cidade, porém, existem importantes edifícios do século XIX e do início do século XX, como o Banco Mercantil, a Reinera, o Hotel Ancira, a Capilla de los Dulces Nombres e o Antiguo Colegio del Sagrado Corazón, hoje Escuela Superior de Música y Danza, assim como alguns exemplos destacados da arquitetura moderna, como o Condomínio Acero e a Iglesia de la Purísima.
As expressões de arte de rua e vida boêmia são escassas, apesar de que, ultimamente (2005 - 2009), tem havido um certo crescimento. No chamado "Bairro Antigo" (Barrio Antiguo), tem se tentado plantar a semente deste tipo de cultura urbana no denominado "Corredor del Arte".
A música se tornou um símbolo também para a cidade, que tem sido chamada por muitos "a Seattle do México" e o movimento musical alternativo chamado "Avanzada regia" com grupos famosos como o Zurdok, a banda de Heavy Metal IRA, División Minúscula, Kinky, Tolidos, El Gran Silencio, Plastilina Mosh, Control Machete, Panda, entre outras. Além da bastante reconhecida música grupera em função da qual a cidade também se denomina como "a capital grupera" ou "berço do movimento grupero, onde tem surgido grupos muito famosos a nível internacional como Bronco, Grupo Límite, Grupo Pesado, Los Invasores de Nuevo León, Los Cardenales de Nuevo León, Grupo Ladrón e Grupo La Firma, entre outros.
A cidade conta com a Orquestra Sinfônica da UANL e o Ballet de Monterrey, duas organizações que têm começado a despertar o interesse local e regional pela qualidade de suas apresentações, e que agora são de prestígio mundial.
Monterrey foi sede do Forum Universal das Culturas em 2007 com recorde de presença (mais de 4 milhões de visitantes), o que provou que a cidade possui uma excelente capacidade para eventos internacionais de tal magnitude.

### Gastronomia

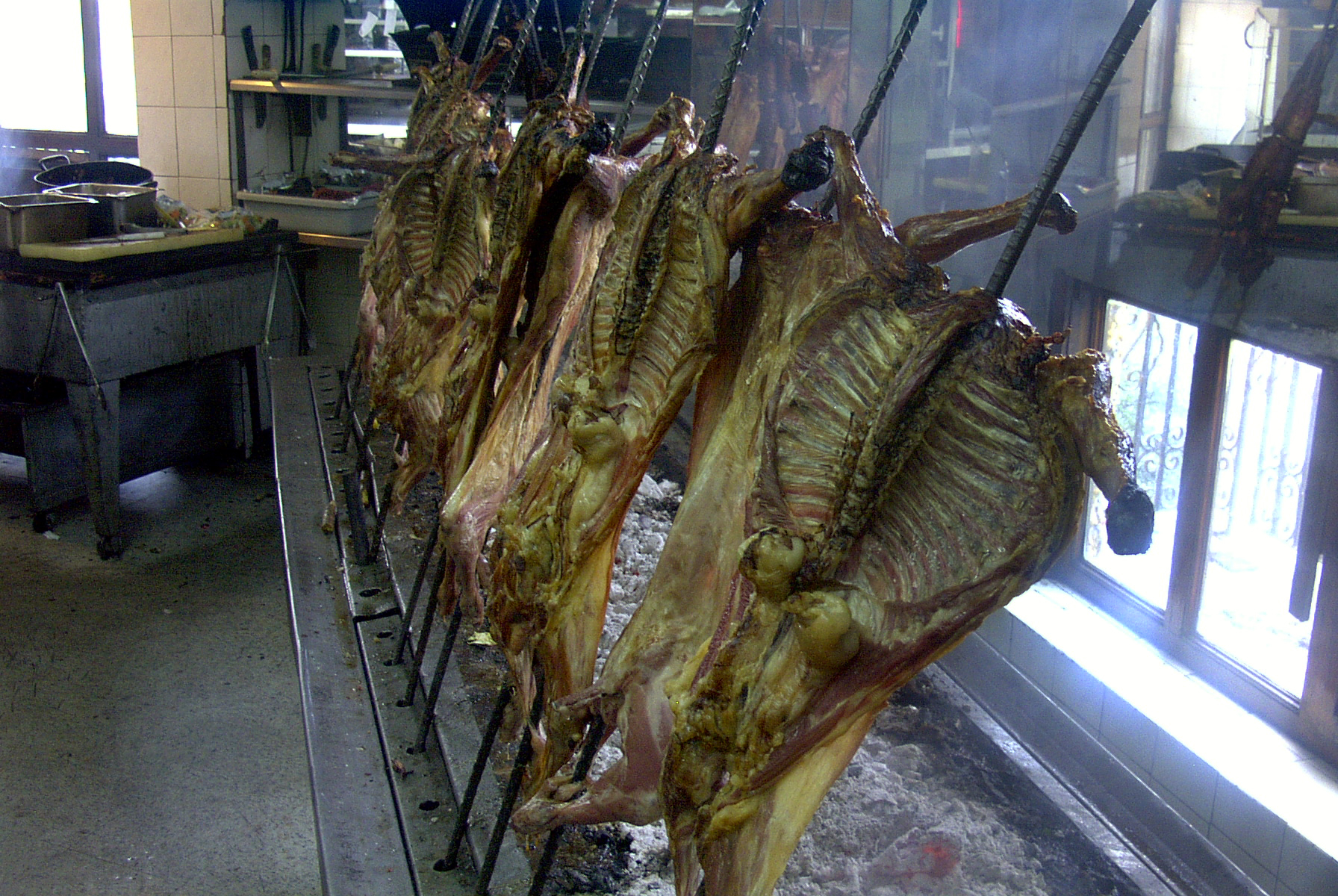
Cabrito é o prato tradicional mais popular de Monterrey

O prato mais tradicional de Monterrey é cabrito,  cozido em brasas baseada na cozinha judaica dos fundadores da cidade. Outros pratos e costumes locais que talvez a datem do Crypto-Judaismo destes fundadores são o "semia" (pão sem fermento), a sobremesa Capirotada (uma mistura de pão cozido, queijo, passas, amendoim e cristalizadas caldo de cana), e a relativa ausência de pratos de carne de porco. Outro prato famoso local é machacado con huevo.
Carne assada no fim de semana continua a ser uma tradição entre as famílias de Monterrey. Normalmente é servido com cebolas grelhadas, batatas assadas e salsichas ou picado como tacos. Cerveja produzida localmente e cola são quase uma parte obrigatória do ritual semanal. As sobremesas tradicionais, "glorias" e "Obleas", feita a partir de leite de cabra são os doces tradicionais de Novo Leão.

### Música contemporânea
A partir da década de 1960, Monterrey passou a ser conhecida pelo estilo de música "Norteño", a música que é marca registrada da cidade. Bandas como Ramon Ayala, Pesado, Duelo e outras bandas regionais de música tocam em diferentes clubes da cidade. Monterrey assistiu ao nascimento de várias bandas que se tornaram internacionalmente aclamadas. Seus estilos variam consideravelmente. As bandas incluem Plastilina Mosh, Control Machete, Kinky, El Gran Silencio, Jumbo, Panda, Genitallica . A música "Los Oxidados" de Plastilina Mosh abre o filme de 2005 "Mr. & Mrs. Smith". Kinky realizada na edição 2004 da Coachella Valley Music and Arts Festival, na Califórnia, juntamente com Radiohead, The Cure e The Killers.

### Esportes

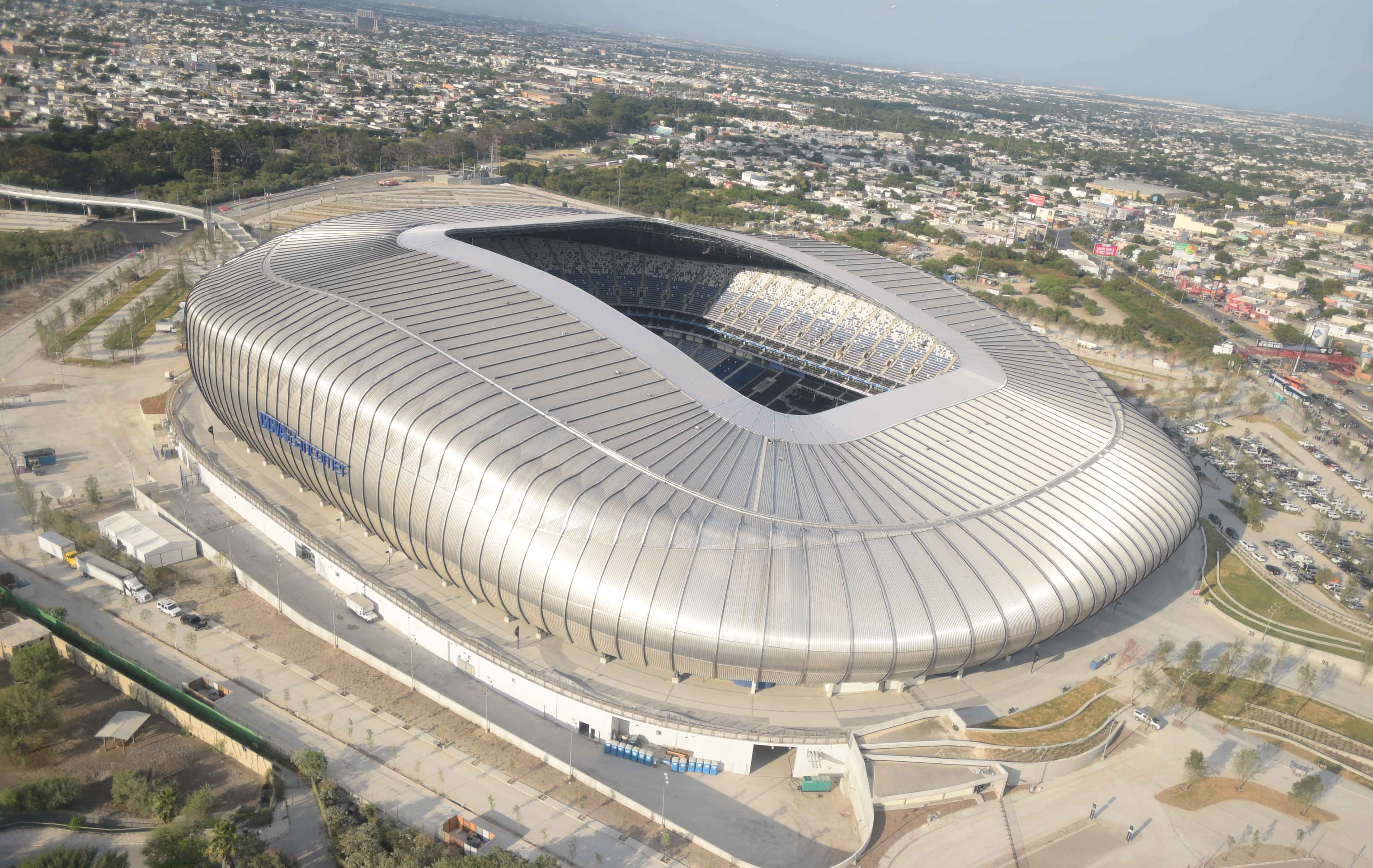
Estádio BBVA Bancomer.

Monterrey tem dois times de futebol no campeonato mexicano, o Club de Fútbol Monterrey, conhecido como Rayados de Monterrey, que utiliza o Estádio Tecnológico, uma instalação de propriedade da ITESM alugado para a equipe, aos jogos de acolhimento. E o Tigres UANL, de propriedade da CEMEX, que joga no Estádio Universitário, no campus principal da Tigres.
Ambas as equipes estão relacionadas com a cidade no derby, chamado Clásico Regiomontano. Houve uma proposta de projeto para construir um estádio para ambas as equipas, o "Estádio Internacional de Monterrey ", mas a ideia foi descartada por ambas as equipas. O projeto ainda está sendo promovido, e a cidade está dando uma opinião positiva sobre ele, mas o Tigres UANL ainda têm que terminar seu contrato estádio e o Rayados estão planejando um estádio próprio. O Club de Fútbol Monterrey tem planos para construir um novo estádio com capacidade para 50 mil pessoas. É programada para ser concluída em 2011, chamado "Estadio de Fútbol Monterrey". O novo estádio está a ser financiado pela empresa gestora do clube, FEMSA, e continuará a ser propriedade do clube, há cinquenta anos antes de se tornar propriedade do governo. A cidade sediou 8 partidas durante a Copa do Mundo de 1986.